# Archivio storico diocesano di Sansepolcro
L'Archivio Storico Diocesano di Sansepolcro costituisce una delle principali raccolte documentarie di proprietà ecclesiastica in Italia ed è riconosciuto dal Ministero della Cultura quale bene culturale di interesse nazionale. Conserva la memoria di cinque antiche istituzioni ecclesiastiche che tra medioevo ed età moderna estesero la loro giurisdizione su vasta parte dell’area centro-italiana compresa tra Toscana, Romagna e Umbria: l’abbazia di Sansepolcro e le sue numerose dipendenze nelle diocesi di Città di Castello, Perugia e Assisi (secc. XI-XVI), l’abbazia di Bagno di Romagna (secc. XV-XVIII), l’abbazia di Sant’Ellero di Galeata (secc. XVI-XVIII) e l’arcipretura di Sestino (secc. XVI-XVIII).
Il nucleo documentario più consistente si riferisce alla Diocesi di Sansepolcro (1520-1986), mentre quello più antico è relativo alla precedente abbazia, con documenti che datano in originale dall’anno 1022 e in regesto dall’anno 1012. La documentazione conservata copre l’arco cronologico 1012-2017.

## Storia
Nato nel 1520 con la creazione della Diocesi di Sansepolcro, l’archivio viene organizzato nel 1587 e successivamente nel 1727. Antichi repertori archivistici e buste di contenimento evidenziano lavori di riordino archivistico dell’Archivio  Vescovile nella prima metà del XIX secolo. Nel 1779 vi confluiscono gli archivi delle soppresse giurisdizioni nullius diocesis dell’abbazia di Bagno di Romagna e dell’arcipretura di  Sestino; nel 1805 vi confluisce l’archivio della abbazia nullius di Galeata, soppressa nel 1785. La prima nomina di un archivista con compiti specifici di gestione della documentazione antica risale al 1856, quando il vescovo Giuseppe Singlau nomina Luigi Giovagnoli secondo cancelliere e archivista della Curia vescovile. A lui, che rimane in servizio per oltre cinquant'anni, si deve la redazione di alcuni repertori e indici, tra cui quello dei decreti degli ordinari diocesani. 
Nel 1960 il canonico dott. Battista Gregori, diplomato in Archivistica, Paleografia e Diplomatica nella apposita scuola vaticana, è nominato archivista della Curia Vescovile e da tale data si può parlare dell'archivio come istituto culturale vero e proprio. Nel 1964 gli succede il canonico don Ercole Agnoletti, che più di ogni altro legherà il proprio nome a quello dell’archivio.
L’odierno Archivio Storico Diocesano di Sansepolcro è sorto nel 1985 grazie alla riunione in un’unica sede degli archivi della Diocesi e degli altri enti ecclesiastici. Sono stati concentrati l’Archivio Vescovile (in precedenza conservato nei locali della Curia Vescovile), l’Archivio Capitolare (in precedenza conservato nella residenza capitolare dove, nel 1810, era stato parzialmente coinvolto in un incendio), l’archivio del Seminario Vescovile (in precedenza conservato nel palazzo del Seminario, già collegio dei Gesuiti), e gli archivi di numerose parrocchie, di alcuni enti assistenziali (Orfanotrofio Femminile Schianteschi, Orfanotrofio Maschile Franceschi – Marini, Asilo Infantile Nomi – Collacchioni) e dell’Azione Cattolica. Il lavoro di sistemazione della sede, sostenuto dal vescovo mons. Giovanni D'Ascenzi nell’ambito del più vasto progetto di restauro del Palazzo Vescovile, è stato compiuto di mons. Ercole Agnoletti.
Nel 1995 la direzione dell’archivio è assunta dal prof. Franco Polcri. A partire da quest’anno la sede è stata ampliata con un piccolo locale tra il campanile e il terrazzo sull'abside della cattedrale (usato come vano di deposito temporaneo) e altri due ambienti attigui alla sala principale.
Nel 2015 l'archivio è stato compreso nell'ambito dell’attività della Fondazione Rete Archivistica Bibliotecaria e Museale della Diocesi di Arezzo-Cortona-Sansepolcro il cui presidente, don Ubaldo Cortoni, ha assunto la funzione di direttore dei tre archivi, coadiuvato da un vicedirettore per ciascuna delle tre sedi.
Nel 2018, dopo alcuni anni di chiusura al pubblico, l'Archivio riapre sotto la direzione di don Andrea Czortek, grazie alla collaborazione con la Pro Loco di Sansepolcro.
Il 16 ottobre 2019 la Soprintendenza Archivistica e Bibliografica della Toscana lo ha dichiarato archivio di interesse storico particolarmente importante ai sensi del D. Lgs. 42/2004, annoverandolo così fra i beni culturali di interesse nazionale.
Nel 2021 la sede è stata ulteriormente ampliata con la destinazioni a spazi di deposito e di consultazione di tre ambienti in precedenza usati come uffici della Curia vescovile. Nello stesso anno è stato trasferito nell'Archivio Storico Diocesano l'archivio dell'Orfanotrofio Schianteschi (1797-2003) di Sansepolcro.

## Sede
Dal settembre 1985 l’Archivio Storico Diocesano di Sansepolcro ha sede al primo piano del Palazzo Vescovile cittadino.
Nel 2005 la sede è stata ampliata in alcuni locali attigui a quelli già in uso, potendo così disporre di una sala di lavoro per il personale, di una di deposito librario e di un servizio igienico per gli utenti.
I depositi si articolano in cinque sale. Le ultime due sono state allestite nel 2021, per gli archivi aggregati, e nel 2022, per gli archivi parrocchiali.

## Documentazione
Tipicità dell’Archivio Storico Diocesano di Sansepolcro è quella di essere un archivio di concentramento dove, già dalla fine del XVIII secolo, si conservano anche gli archivi delle antiche giurisdizioni nullius di Bagno di Romagna, Galeata e Sestino. A motivo di ciò, e del fatto che buona parte della documentazione dell’antica abbazia di Sansepolcro è rimasta in loco, l’archivio conserva anche documenti prodotti prima della creazione della diocesi.
La documentazione raccolta nell’Archivio Storico Diocesano di Sansepolcro ammonta attualmente a 2.337 buste e registri (1012-2017) e 425 pergamene sciolte (1022-1987), per uno sviluppo di 324,40 metri lineari. Si segnalano il ricco fondo pergamenaceo, particolarmente per i secc. XIII-XV; le serie Atti vescovili (secc. XVI-XVII), Visite pastorali (1564-1994), Stati delle anime e Duplicati parrocchiali (secc. XVII-XX).
Particolarmente ricca la documentazione del sec. XX, tra la quale si segnalano carteggi, conservati in fondi diversi, con esponenti di spicco del cattolicesimo italiano quali il cardinale Elia Dalla Costa, don Giulio Facibeni, Giorgio La Pira, Amintore Fanfani, Aldo Moro, Guido Gonella, Giulio Andreotti, Carlo Carretto, Giuseppe Lazzati, Luigi Gedda, Pino Arpioni, Luigi Novarese. Di particolare interesse per la storia contemporanea i documenti relativi alla ricostruzione postsismica nell'Appennino tosco-romagnolo dopo i terremoti degli anni 1918-1919 e alla seconda guerra mondiale, dal momento che il territorio della diocesi fu attraversato dalla Linea Gotica.
Si conservano inoltre le annate del «Bollettino diocesano» (1913-1986 e 1987-2014), del settimanale diocesano («La Voce», 1955-1977; «La Vita», 1978-1984; «Toscana oggi», dal 1985 in poi), del bimestrale «L'Alta Valle del Tevere» (1933-1940), del semestrale «Pagine altotiberine» (dal 1997 a oggi), dell'annuale «Alpe Appennina» (dal 2019 a oggi), dei «Quaderni dell'Archivio Storico Diocesano di Sansepolcro» (dal 2021 a oggi), una raccolta di sigilli (secc. XVIII/XXI) e una ricca fototeca (secc. XX/XXI).

### Complessi documentari dell’Archivio Storico Diocesano
Archivio della Diocesi di Sansepolcro
Archivio Vescovile, 1.265 buste e registri (1250-2017), 425 pergamene sciolte (1022-1987):
- Aggregazioni laicali, 9 (sec. XX).
- Amministrazione. Benefici, 6 (1964-1983).
- Amministrazione. Congrue, 3 (sec. XX).
- Amministrazione. Mensa Vescovile, 5 (secc. XIX/XX).
- Amministrazione. Ufficio amministrativo, 4 (sec. XX).
- Atti benefiziali e concorsi, 60 (1442; 1563-1951).
- Atti civili, 92 (1522-1784).
- Atti criminali, 28 (1522-1842)
- Atti patrimoniali, 14 (1566-1819).
- Benefici semplici – Miscellanea benefiziali, 2 (1517-1814).
- Benefici semplici di città, 2 (1517-1814).
- Benefici semplici di Pieve Santo Stefano, 1 (secc. XVIII/XIX).
- Canonicati di Pieve Santo Stefano, 1 (secc.  XVIII/XIX).
- Cappellanie curate, 1 (sec. XVIII/XIX).
- Carteggio del governo, 18 (1546-1850).
- Carteggio o corrispondenza, 47 (1503-2010).
- Cattedrale. Canonicati, benefici semplici di città, mansionariati, 3 (secc. XVIII/XIX);
- Clero diocesano, 55 (4548 buste, 1 registro, 1760-2019):
- Conferenza Episcopale Italiana, 1 (sec. XX).
- Conferenza Episcopale Toscana, 1 (sec. XX).
- Culto, 4 (sec. XX)
- Culto. Autenticità di reliquie, 1 (secc. XVIII/XIX).
- Curia Romana. Romano Pontefice, 1 (1978-1994).
- Curia Vescovile. Amministrazioni pubbliche, 2 (sec. XX).
- Curia Vescovile. Beni culturali, 14 (sec. XX/XXI).
- Curia Vescovile. Cancelleria. Leggi, motupropri e notificazioni, 3 (1565-1860).
- Curia Vescovile. Cancelleria. Statistica, 1 (sec. XX).
- Curia Vescovile. Comunicazioni sociali, 2 (sec. XX).
- Curia Vescovile. Consigli, 7 (1966-1985).
- Curia Vescovile. Diocesi, 2 (1936-1994).
- Decimario di Pocaia – Misciano – Gricignano, 1 (sec. XVIII/XX).
- Decreti dell’Ordinario e sua curia, 16 (1560-1892).
- Duplicati parrocchiali, 59 (1572-1979).
- Esplorazione di monacande, 3 (1514-1804).
- Inventari, 15 (sec. 1525-1959).
- Istituti di istruzione, 1 (secc. XIX/XX).
- Legati, emolumenti per i mortori, 1 (1785-1819).
- Lettere e decreti della S. Congregazione, 14 (1250-1825).
- Mensa vescovile. Inventari e amministrazione, 3 (1845-1984).
- Miscellanea "Ercole Agnoletti", 7 (sec. XX).
- Miscellanea "Franco Polcri", 10 (1995-2015).
- Miscellanea benefiziali, 75 (1628-1951).
- Miscellanea civile, 3 (1563-1781).
- Miscellanea civile. Capirotti, 17 (1520-1807).
- Miscellanea Parrocchie e compagnie, 1 (sec. XVIII/XX).
- Miscellanea, 5 (secc. XVI/XIX).
- Miscellanee diverse, 1 (secc. XVIII/XX).
- Monitori e rivelazione dei medesimi, 10 (1524-1774).
- Ordinazioni e recapiti degli ordinandi, 68 (1516-1994).
- Parrocchie Romagnole, 50 (secc. XVII/XX).
- Parrocchie Toscane, 152 (secc. XVIII/XX).
- Pastorale, 7 (sec. XX).
- Patenti per confessioni e confessori diocesani, 1 (sec. XVIII/XX).
- Pergamene, 425 (1022-1987).
- Predicazione varia, 3 (sec. XVIII/XX).
- Processi di nobiltà, 7 (1511-1746).
- Protocollo corrispondenza, 24 registri (1915-1970).
- Quaderni di miscellanea civile, 5 (1430-1751).
- Regolari e religiose, 10 (1753-1962).
- Ricorsi e processi, 3 (1743-1821).
- Risoluzione dei casi, 15 (1760-1809).
- Sinodi diocesani, 4 (secc. XVII/XXI)
- Stati delle anime, 24 (1650-1913).
- Stati liberi, dispense e atti matrimoniali, 153 (1549-2017).
- Terremoto 1918, 1.
- Testamenti, contratti, chirografi diversi, 1 (secc. XVII/XIX).
- Ufficio amministrativo, 4 (1717-1868).
- Ufficio catechistico, 15 (1956-1975).
- Varie, 7 (secc. XIX/XX).
- Vescovi, 45 (1796-2016).
- Vicariati, 5 (secc. XIX/XX).
- Visite Pastorali, 27 (1563-1994).
- Zona Pastorale Valtiberina, 2 (sec. XX).

Archivio del Capitolo della Cattedrale, 175 (1465-1990), di cui inventariati 129 pezzi tra buste e registri.
Archivio del Seminario Vescovile, 44 (secc. XIX-XX):
- Seminario Vescovile e Villa, 16 buste, 23 registri (secc. XIX-XX).
- Seminaristi, 5 (sec. XX).

Archivio dell’abbazia di Bagno di Romagna, 32 (1527-1782):
- Nullius di Bagno: Atti civili, 16 (1527-1779).
- Nullius di Bagno: Atti criminali, 10 (1549-1782).
- Nullius di Bagno: Miscellanea civile e criminale.  Capirotti, 4 (1600-1730).
- Nullius di Bagno: Stati liberi, dispense e atti matrimoniali, 2 (1657-1780)

Archivio dell’abbazia di Galeata, 40 (1550-1797):
- Nullius di  Galeata: Atti civili, 14 (1556-1785).
- Nullius di Galeata: Atti criminali, 5 (1572-1736).
- Nullius di Galeata: Bollari, 4 (1550-1785).
- Nullius di Galeata: Decreti dell’Ordinario e carteggio con il governo, 1 (1627-1785).
- Nullius di Galeata: Libri parrocchiali antichi, 3 (1779-1804).
- Nullius di Galeata: Ordinazioni e recapiti degli ordinandi, 4 (1656-1783).
- Nullius di Galeata: Quaderni di miscellanea civile, 2 (1625-1749).
- Nullius di Galeata: Stati liberi, dispense e atti matrimoniali, 6 (1670-1797).
- Nullius di Galeata: Visite dell'ordinario, 1 (secc. XVII/XVIII).

Archivio dell’arcipretura di Sestino, 18 (1449-1772):
- Nullius di Sestino: Atti criminale, 3 (1570-1760).
- Nullius di Sestino: Miscellanea civile e criminale. Capirotti, 5 (1449-1772).
- Nullius di Sestino: Miscellanea civile, 8 (1552-1722).
- Nullius di Sestino: Cause civili, 1 (sec. XVII).
- Nullius di Sestino: Visite dell'ordinario, 1 (secc.  XVII/XVIII).

Fondi aggregati, 763 (1523-2016):
- Archivi parrocchiali, 157 buste, 147 registri (1523-1969); il fondo dispone di un repertorio manoscritto.
- Archivi personali, 41 buste (secc. XX/XXI): Agnoletti Ercole, 4; Gerico Babini, 3; Babini Giacomo, 3; Elli Michele, 2; Gabrielli Ettore, 3; Gallorini Alberto, 2; Gorizi Giovanni, 2; Lazzerini Gino, 1; Mengozzi Duilio, 15; Enrico Merizzi, 1 (1905-1910); Ricci Ivano, 2; Rossi Tersilio, 1; Senesi Carlo, 1; Zazzeri Pietro, 3.
- Archivio musicale, 8 buste (secc. XVII/XX).
- Asilo Infantile Nomi Collacchioni, 13 buste (secc. XIX/XX).
- Azione Cattolica Italiana, 22 buste (1913-1998).
- Conservatorio San Bartolomeo, 1 busta (sec. XIX).
- Opera Diocesana Assistenza, 36 buste (1944-1969).
- Orfanotrofio Bigi, 2 buste (secc. XIX/XX).
- Orfanotrofio Franceschi Marini, 11 buste (1884-1937).
- Orfanotrofio Schianteschi, 105 buste, 9 registri (1797-2003).
- Settimanale diocesano, 23 buste (1955-2016).
- Unione Sportiva Sansepolcro, 1 busta (1978-1982).
- Cooperativa Agnese Scifi, 6 buste (secc. XX-XXI).
- Cooperativa San Lorenzo, 2 buste (1997-2003).
- Cinema Nuova Aurora, 15 buste (1955-2012).
- Centro Culturale "La Nuova Stagione", 4 buste (secc. XX-XXI).
- Casa di riposo "Villa Serena" di Sansepolcro, 5 buste (1971-1999).
- Comitato Civico di Sansepolcro, 3 buste (XX sec.).
- Confraternita della Morte di Sansepolcro, 12 buste (secc. XIX-XX).
- Confraternita di Santa Maria Maddalena di Sansepolcro, 1 busta (secc. XIX-XX).
- Convento dei Cappuccini di Sansepolcro, 5 buste (1874-1979).
- Convento di Sant'Agostino di Sansepolcro, 1 busta (1776-1786).
- Convento di Santa Maria dei Servi di Sansepolcro, 133 registri e buste (1703-2010).

## Pubblicazioni
Dal 2021 promuove la pubblicazione annuale dei «Quaderni dell'Archivio Storico Diocesano di Sansepolcro» (classificazione Dewey 026.282455954), nella quale viene dato conto dell'attività svolta e sono pubblicate ricerche di storia del territorio tosco-romagnolo.